# Jens-Christian Wandt
Jens-Christian Wandt (født 2. november 1966) er en dansk operasanger, tv- og radiovært.
Tenor, uddannet 1994, Musikhochschule Hamburg, videreuddannelse hos professor Kim Borg, København og Gregory Lamare i New York. Debuterede i rollen som Dr. Falke i operetten Flagermusen, Det Ny Teater 1995.  
Engagement på bl.a. Gran Teatre del Liceu i Barcelona, Queen Elizabeth Hall i London, Berwaldhallen i Stockholm, Sydney Opera House samt alle større danske koncertsale og kulturhuse. Medvirkede i DR's tv-serie "Sigurd & Operaen", hvor han sammen med Sigurd Barrett og DR Symfoniorkestret præsenterede opera for børn – i øvrigt udgivet på CD og DVD. 
Sammen med den danske solodanser og balletmester Johan Kobborg, tog Jens-Christian Wandt i 2008 initiativ til Verdensballetten. Siden har forestillingen hver sommer turneret over hele landet og haft bl.a. H.K.H. Prins Henrik på det kreative hold.  
Han har udgivet flere CD'er.
Tildelt Frederikshavn Kommunes Kulturpris 2012.  
Tildelt Dronning Ingrids Mindemedalje 2001. Dronning Margrethe og Prins Henriks Fond, Augustinus Fonden, Knud Højgaards Fond m.m. Udnævnt til Kulturambassadør for Skagen.

## Diskografi
- Danske Sange (2008)
- Jul i Skagen (2010)
- Sommer i Skagen (2012))